# South London Botanical Institute
Le South London Botanical Institute (SLBI] a été fondé en 1910 par Allan Octavian Hume, ancien fonctionnaire du Raj britannique en Inde .
Après son retour en Angleterre en 1894, Hume s'est intéressé à la botanique et à l'horticulture, notamment britannique et européenne. Cette activité l'a incité à créer un environnement où, toute personne, intéressée par les plantes, qu'elle soit amateur ou professionnelle, peut échanger afin de développer ses connaissances en botanique. Il a ainsi fondé  cet institut, dans une grande maison victorienne du district de  Tulse Hill à Norwood Road.
L'Institut a peu changé depuis sa création. Il est aussi intéressant pour les historiens que pour les botanistes. Il possède toujours la bibliothèque d'origine avec une vaste collection de livres, de monographies et de journaux botaniques,  ainsi qu'un herbier. Celui-ci contient une collection de plantes séchées ou pressées, en provenance de Grande-Bretagne et d'Europe, montées sur des feuilles, et accompagnées de détails de collecte. Ceci afin d'aider les membres à nommer et identifier correctelment les plantes.
En 2015, la salle de conférence a été rénovée et restaurée  avec, notamment, un papier peint unique conçu par Augusta Ackerman.
Il existe un programme actif de conférences, de cours pratiques et d'excursions sur le terrain.
Enfin, il entretient un petit jardin botanique contenant des exemples de plus de 500 espèces.